# Scott Eyre

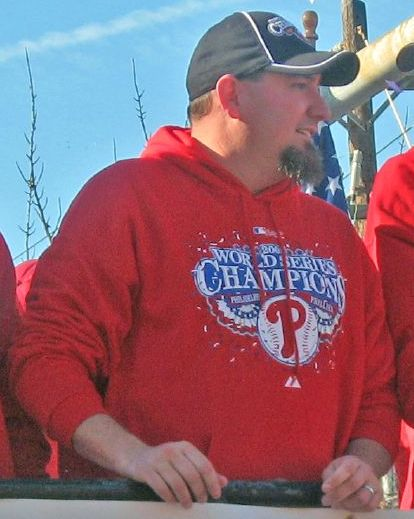
Imagem do Jogador de beisebol estadunidense Scott Eyre.

Scott Eyre (30 de maio de 1972) é um jogador profissional de beisebol estadunidense.

## Carreira
Scott Eyre foi campeão da World Series 2008 jogando pelo Philadelphia Phillies. Na série de partidas decisiva, sua equipe venceu o Tampa Bay Rays por 4 jogos a 1.